# Palazzo del Barone Empain
Il Palazzo del Barone Empain (in arabo قصر البرون, Qasr Al Baron), anche Palais Hindou, è il primo palazzo costruito a Eliopolis, sobborgo a nord-est del centro del Cairo, a est del Nilo, in Egitto. Con altri palazzi residenziali come l'Heliopolis Palace Hotel (attuale Palazzo di el-Orouba) costituiscono la zona di al-Korba.

## Storia

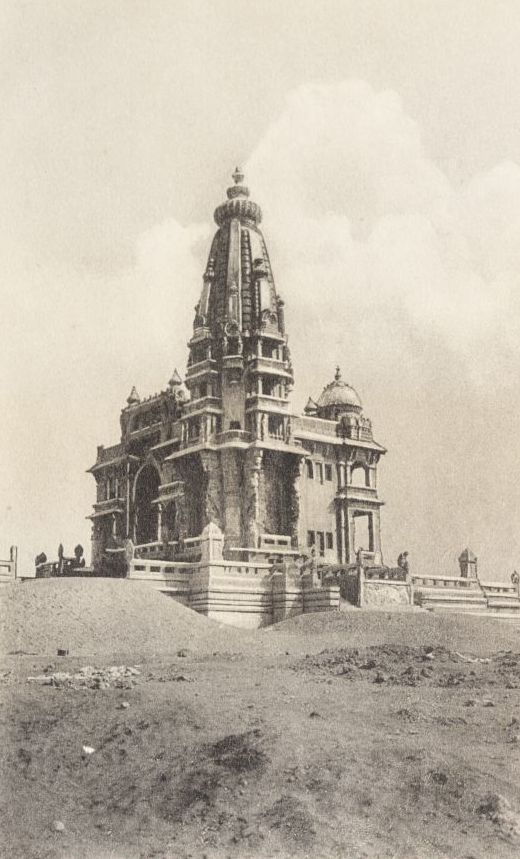

Il palazzo fu costruito in aperto deserto tra 1906 ed il 1911 dall'Heliopolis Oases Company di proprietà del Barone Empain, in Avenue du Palais (oggi Salah Salim), a Eliopolis.

## Architettura

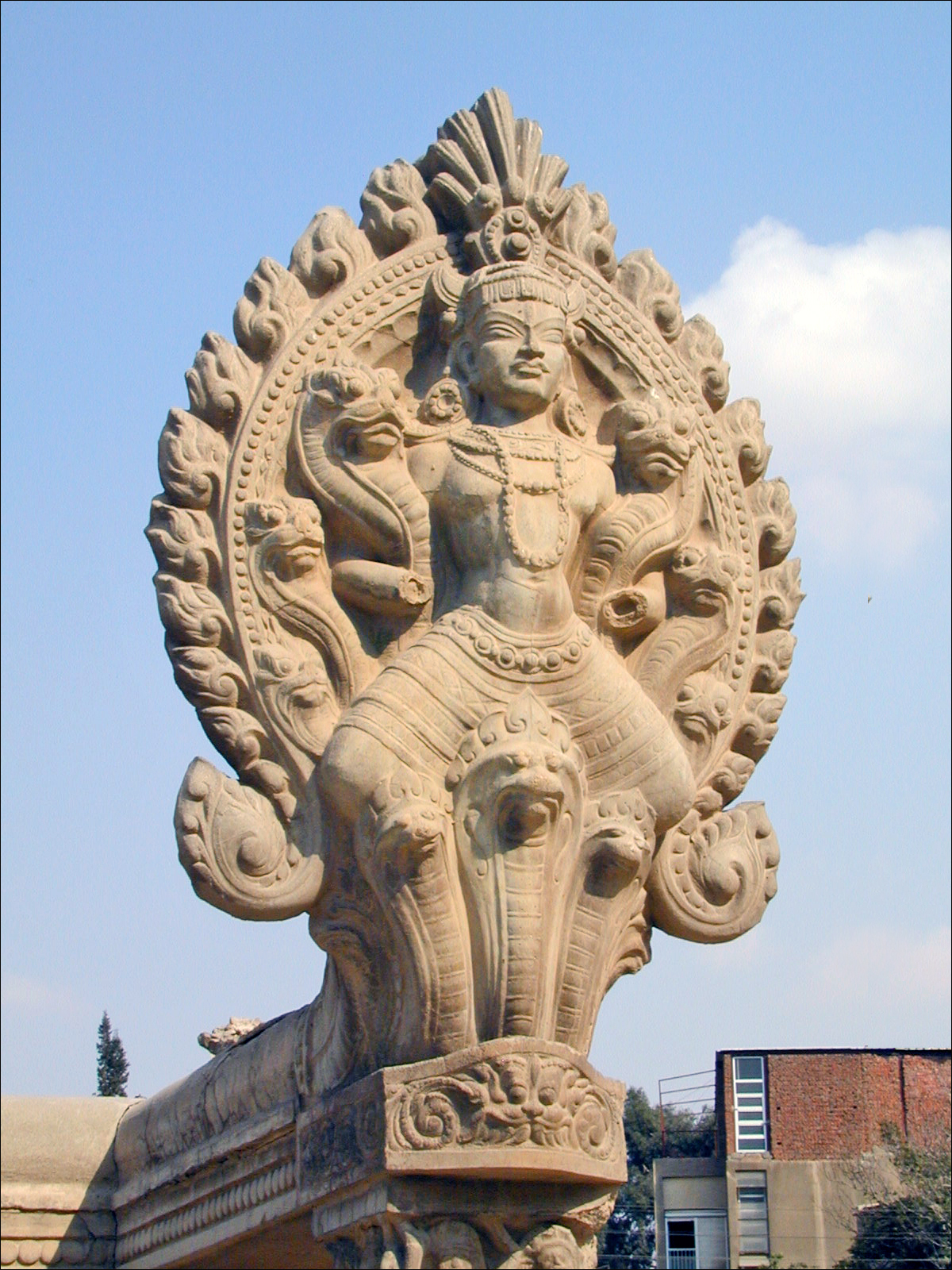
Dettaglio decorativo del giardino del Palazzo Edouard Empain

Il palazzo è stato progettato dall'architetto francese Alexandre Marcel (1860–1928) e decorato dall'architetto belga Georges-Louis Claude (1879–1963) in stile Heliopolis: una fusione di architettura persiana, islamica e neo-classica. Ispirato dall'Angkor Wat cambogiano e dai templi hindu di Orissa, il Palazzo Edouard Empain (Qasr Al Baron) è uno edificio di squisita fattezza.
Il portale in stile indiano, dal quale si accede al grande giardino del palazzo, è completamente decorato con elementi architettonici di flora e fauna, in pietra. Il palazzo è costruito su tre piani, oltre ad uno interrato. Presenta un curioso meccanismo ligneo che permette il movimento dell'edificio su se stesso, facendo un giro di 360°, per cui il Barone poteva osservare l'intera Eliopolis stando seduto sulla sua poltrona, oltre alla scalinata a chiocciola, stanze segrete (tra cui la mitica Stanza Rosa), ascensori e molto altro. Molti ipotizzano, anche, la presenza di un tunnel sotterraneo che collega il palazzo alla chiesa Basilica di Nostra Signora di Heliopolis, luogo in cui il barone Empain è stato seppellito. Notevoli le decorazioni architettoniche, le vetrate delle finestre e le diverse lavorazioni dei pavimenti e dei soffitti; l'intero edificio fu costruito e decorato con i migliori materiali dell'epoca, portati in Egitto da ogni parte del mondo.
La villa fu venduta nel 1955 ad una famiglia saudita. Trascurato dai suoi nuovi proprietari, l'edificio cade in rovina. Nel 2005, per il centenario di Eliopoli, governo egiziano decretò all'acquisizione del palazzo.
Kasr Al Barone risulta essere un esemplare raro di palazzo-tempio in stile indiano-cambogiano in Africa.

## Restauri
Il Palazzo Empain è stato per lungo tempo abbandonato e solo negli ultimi anni restaurato. I costosi lavori di restauro sono iniziati nel 2017 e sono ancora in corso.

## Nella cultura di massa
Il Palazzo Empain è da sempre avvolto da segreti di ogni genere, sembra essere maledetto, infestato di spiriti e scena di sedute sataniche nell'arco degli anni. La leggenda nel palazzo fonda le radici nelle tragiche morti di Helena, sorella del barone (caduta da un balcone) e di Mariam,  figlia di Empain (morta suicida). Si dice che la torre lignea smise di funzionare dopo il nefasto evento della giovane Mariam. Le storie sul palazzo sono così varie che molti hanno ribattezzato il posto il Palazzo degli Orrori, venerato come un luogo pieno di fantasmi e spiriti. Negli anni '90, è stato scenario di cerimonie sataniche che hanno portato il Ministero dei Beni Culturali egiziano a chiuderlo al pubblico; fino ad oggi è visitabile solo in occasioni speciali (come concerti o festival), anche se i visitatori affollano sempre i marciapiedi intorno all'edificio, per filmarlo e fotografarlo.